# Copa Centroamericana 2011
La Copa Centroamericana 2011 est la onzième édition de la Copa Centroamericana du 14 au 23 janvier 2011, tournoi pour les équipes d'Amérique centrale affiliées à la CONCACAF. Le Panama accueille pour la deuxième fois cette compétition.
Le tournoi sert également de qualifications pour la Gold Cup 2011.
Les meilleurs buteurs sont Rafael Burgos et Marco Ureña avec 3 buts.
Le Honduras remporte la compétition après sa victoire 2-1 en finale contre le Costa Rica.
C'est donc le 3e titre du Honduras.

## Nations participantes
Les sept équipes de la UNCAF participeront au tournoi :
- Belize
- Costa Rica
- Salvador
- Guatemala
- Honduras
- Nicaragua
- Panama

## Compétition

### Phase de poules

#### Groupe A
| Équipe    | Pts | J | V | N | D | B+ | B- | diff |
| --------- | --- | - | - | - | - | -- | -- | ---- |
| Panama    | 9   | 3 | 3 | 0 | 0 | 6  | 0  | +6   |
| Salvador  | 6   | 3 | 2 | 0 | 1 | 7  | 4  | +3   |
| Nicaragua | 1   | 3 | 0 | 1 | 2 | 1  | 5  | -4   |
| Belize    | 1   | 3 | 0 | 1 | 2 | 3  | 8  | -5   |

| 14 janvier 2011 | Salvador              | 2 – 0 | Nicaragua | Estadio Rommel Fernández, Panama               |                                                |
| UTC-5           | Alas 70e · Burgos 75e |       |           | Spectateurs : 2 000 Arbitrage : Walter Quesada | Spectateurs : 2 000 Arbitrage : Walter Quesada |
| UTC-5           | Rapport               |       |           | Spectateurs : 2 000 Arbitrage : Walter Quesada | Spectateurs : 2 000 Arbitrage : Walter Quesada |

| 14 janvier 2011 | Panama                  | 2 – 0 | Belize | Estadio Rommel Fernández, Panama             |                                              |
| UTC-5           | Aguilar 22e · Brown 28e |       |        | Spectateurs : 10 000 Arbitrage : José Pineda | Spectateurs : 10 000 Arbitrage : José Pineda |
| UTC-5           | Rapport                 |       |        | Spectateurs : 10 000 Arbitrage : José Pineda | Spectateurs : 10 000 Arbitrage : José Pineda |

| 16 janvier 2011 | Belize                           | 2 - 5 | Salvador                                             | Estadio Rommel Fernández, Panama |                     |
| UTC-5           | Smith 45+1e (pen.) · Jiménez 76e |       | Romero 15e · Burgos 24e 46e · Alas 54e · Umanzor 59e | Spectateurs : 1 500              | Spectateurs : 1 500 |

| 16 janvier 2011 | Panama                    | 2 - 0 | Nicaragua | Estadio Rommel Fernández, Panama |                     |
| UTC-5           | Cooper 15e · Rentería 80e |       |           | Spectateurs : 6 000              | Spectateurs : 6 000 |

| 18 janvier 2011 | Belize         | 1 - 1 | Nicaragua           | Estadio Rommel Fernández, Panama |                      |
| UTC-5           | D. Jiménez 81e |       | Espinoza 10e (pen.) | Spectateurs : 20 000             | Spectateurs : 20 000 |

| 18 janvier 2011 | Panama                   | 2 - 0 | Salvador | Estadio Rommel Fernández, Panama |                      |
| UTC-5           | Aguilar 24e · Cooper 78e |       |          | Spectateurs : 20 000             | Spectateurs : 20 000 |

#### Groupe B
| Équipe     | Pts | J | V | N | D | B+ | B- | diff |
| ---------- | --- | - | - | - | - | -- | -- | ---- |
| Honduras   | 4   | 2 | 1 | 1 | 0 | 4  | 2  | +2   |
| Costa Rica | 4   | 2 | 1 | 1 | 0 | 3  | 1  | +2   |
| Guatemala  | 0   | 2 | 0 | 0 | 2 | 1  | 5  | -4   |

| 14 janvier 2011 | Costa Rica   | 1 – 1 | Honduras       | Estadio Rommel Fernández, Panama City                 |                                                       |
| UTC-5           | Marshall 42e |       | R. Núñez 90+1e | Spectateurs : 6 000 Arbitrage : Roberto Garcia Orozco | Spectateurs : 6 000 Arbitrage : Roberto Garcia Orozco |

| 16 janvier 2011 | Costa Rica    | 2 - 0 | Guatemala | Estadio Rommel Fernández, Panama City                  |                                                        |
| UTC-5           | Ureña 47e 82e |       |           | Spectateurs : 2 000 Arbitrage : Roberto Moreno Salazar | Spectateurs : 2 000 Arbitrage : Roberto Moreno Salazar |

| 18 janvier 2011 | Guatemala   | 1 - 3 | Honduras                   | Estadio Rommel Fernández, Panama City |                   |
| UTC-5           | Ramírez 23e |       | Núñez 13e · Claros 42e 85e | Spectateurs : 500                     | Spectateurs : 500 |

### Phase finale

#### Match pour la5eplace
| 21 janvier 2011 | Nicaragua     | 1-2 | Guatemala                | Estadio Rommel Fernández, Panama City                  |                                                        |
| UTC-5           | Rodríguez 23e |     | G. Ruiz 45+1e · León 66e | Spectateurs : 5 000 Arbitrage : Roberto García Orozco. | Spectateurs : 5 000 Arbitrage : Roberto García Orozco. |

#### Demi-finales
| 21 janvier 2011 | Honduras                   | 2 - 0 | Salvador | Estadio Rommel Fernández, Panama City          |                                                |
| UTC-5           | Leverón 77e · Chávez 90+3e |       |          | Spectateurs : 5 000 Arbitrage : Walter Quesada | Spectateurs : 5 000 Arbitrage : Walter Quesada |

| 21 janvier 2011 | Panama                            | 1 - 1             | Costa Rica                                 | Estadio Rommel Fernández, Panama City         |                                               |
| UTC-5           | Pérez 75e                         |                   | Borges 67e                                 | Spectateurs : 10 000 Arbitrage : Jose Agullar | Spectateurs : 10 000 Arbitrage : Jose Agullar |
| UTC-5           | Pérez · G. Torres · Gómez · Baloy | Tirs au but 2 – 4 | Borges · Núñez · Ureña · Marshall · Miller | Spectateurs : 10 000 Arbitrage : Jose Agullar | Spectateurs : 10 000 Arbitrage : Jose Agullar |

#### Match pour la3eplace
| 23 janvier 2011 | Panama                                      | 0 - 0             | Salvador                                        | Estadio Rommel Fernández, Panama City          |                                                |
| UTC-5           |                                             |                   |                                                 | Spectateurs : 2 000 Arbitrage : Benigno Pineda | Spectateurs : 2 000 Arbitrage : Benigno Pineda |
| UTC-5           | Brown · Torres · Bonaga · Davis · Henríquez | Tirs au but 5 – 4 | Alvarez · J. Alas · Blanco · Portillo · D. Alas | Spectateurs : 2 000 Arbitrage : Benigno Pineda | Spectateurs : 2 000 Arbitrage : Benigno Pineda |

#### Finale
| 23 janvier 2011 | Honduras                         | 2 - 1 | Costa Rica | Estadio Rommel Fernández, Panama City        |                                              |
| UTC-5           | W. Martínez 8e · E. Martínez 53e |       | Ureña 72e  | Spectateurs : 2 000 Arbitrage : Walter Lopez | Spectateurs : 2 000 Arbitrage : Walter Lopez |
| UTC-5           | Rapport                          |       |            | Spectateurs : 2 000 Arbitrage : Walter Lopez | Spectateurs : 2 000 Arbitrage : Walter Lopez |

| Vainqueur de la Copa Centroamericana 2011: Honduras 3e titre. |